# Elzemarieke de Vos
Elzemarieke de Vos (anhörenⓘ; * 16. August 1983 in Waalwijk) ist eine niederländische Schauspielerin, die im deutschsprachigen Theater, Kino und Fernsehen tätig ist.

## Leben
Elzemarieke de Vos wuchs in den Niederlanden und ab 1997 in Österreich auf. Von 2000 bis 2003 studierte sie an der Schauspielschule Sachers in Innsbruck Schauspiel. 2003 bis 2004 folgte eine Musicalausbildung an der Musical-Schule in Wien, bevor sie 2004 bis 2008 an der Hochschule für Schauspielkunst „Ernst Busch“ Berlin ihr Schauspielstudium fortsetzte. Nach ihrer Ausbildung trat sie auf verschiedenen Theaterbühnen (z. B. in Die Kameliendame und John Gabriel Borkmann) auf, unter anderem am Maxim-Gorki-Theater in Berlin, am Deutschen Theater in Berlin sowie von 2007 bis 2009 an der Schaubühne am Lehniner Platz und von 2010 bis 2014 am Hans Otto Theater in Potsdam. Seitdem gastiert sie an verschiedenen Theatern in Deutschland und Österreich, u. a. am Schauspiel Frankfurt, Staatsschauspiel Dresden und Volkstheater Wien. Daneben spielte sie in Kino- und Fernsehfilmen mit. Sie hatte Hauptrollen in Thomas Freundners ARD-Produktion Juli mit Delfin, im ZDF-Sonntagsfilm Zwei Ärzte und die Liebe, in Mittelkleiner Mensch unter der Regie von Karoline Herfurth und im Film Vollmond von Andreas Arnstedt.

## Filmografie
- 2001: Powderpark
- 2005: Zweistück (Kurzfilm)
- 2005: Amore (Kurzfilm)
- 2006: Schweig still (Kurzfilm)
- 2007: R.I.S. – Die Sprache der Toten – Ringbahnsaufen
- 2008: Juli mit Delfin
- 2009: Der Kriminalist – Zwischen den Welten
- 2009: So glücklich war ich noch nie
- 2009: Vorzimmer zur Hölle
- 2010: Inga Lindström – Zwei Ärzte und die Liebe
- 2010: Küstenwache – Der Duft des Todes
- 2010: Großstadtrevier – Dumm gelaufen
- 2011: Vorzimmer zur Hölle – Streng geheim!
- 2011: Dating Lanzelot
- 2012: Mittelkleiner Mensch
- 2013: In aller Freundschaft – Besitzansprüche
- 2013: Vorzimmer zur Hölle – Plötzlich Boss
- 2014: Tatort – Der Fall Reinhardt
- 2014: Rico, Oskar und die Tieferschatten
- 2014: True Love Ways
- 2014: Nord bei Nordwest – Käpt’n Hook
- 2016: Short Term Memory Loss
- 2017: Das Pubertier
- 2017: Vollmond
- 2020: Großstadtrevier – Hochdosiert
- 2021: SOKO Wismar – Die Ordnung der Dinge
- 2021: Mein Sohn
- 2021: Der Flensburg-Krimi: Der Tote am Strand
- 2022: Einfach mal was Schönes
- 2024: Rote Rosen
- 2024: SOKO Köln: Ein Scheich für Dünnwald